# Encyclia
Encyclia är ett släkte av orkidéer. Encyclia ingår i familjen orkidéer.

## Bildgalleri

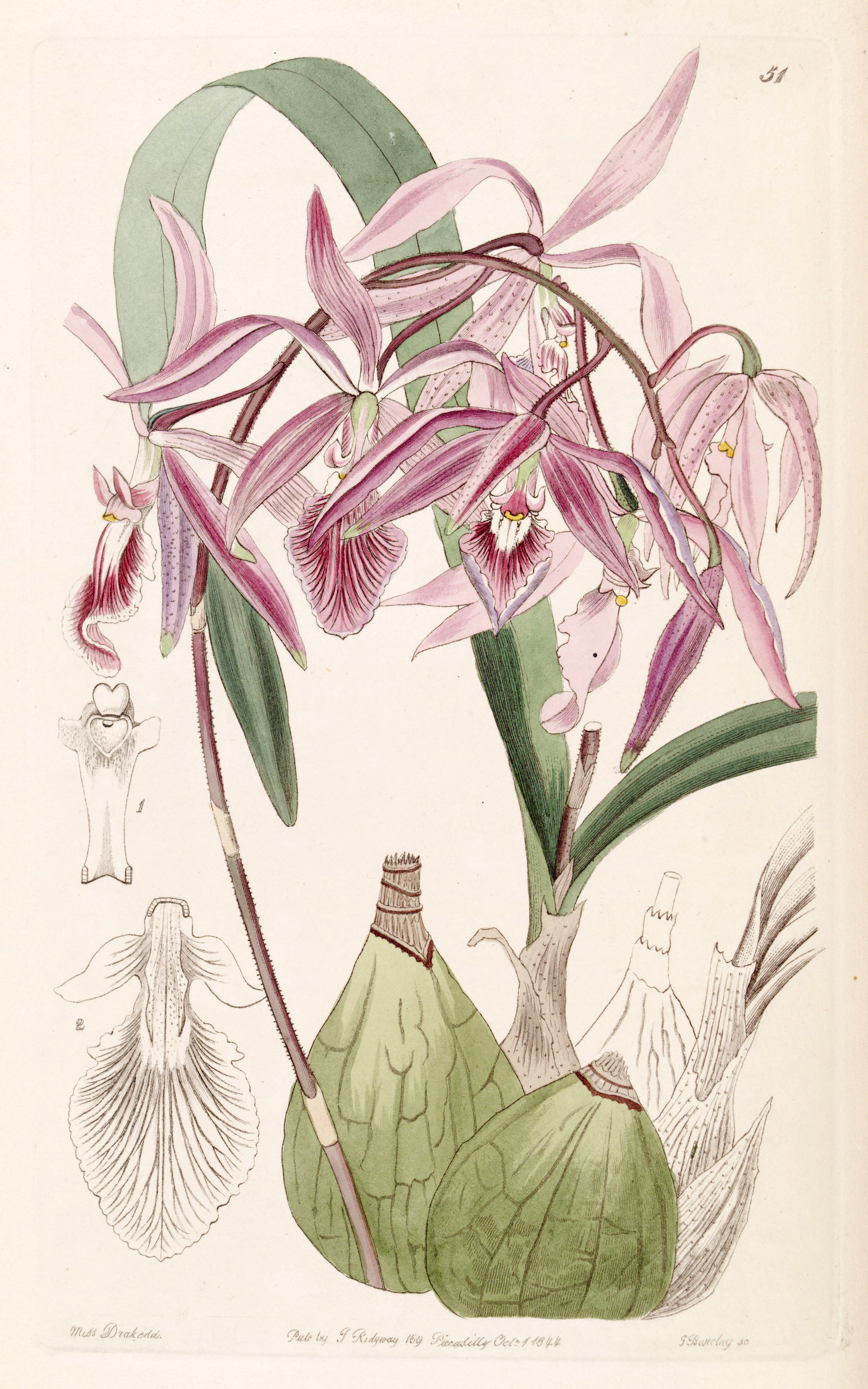
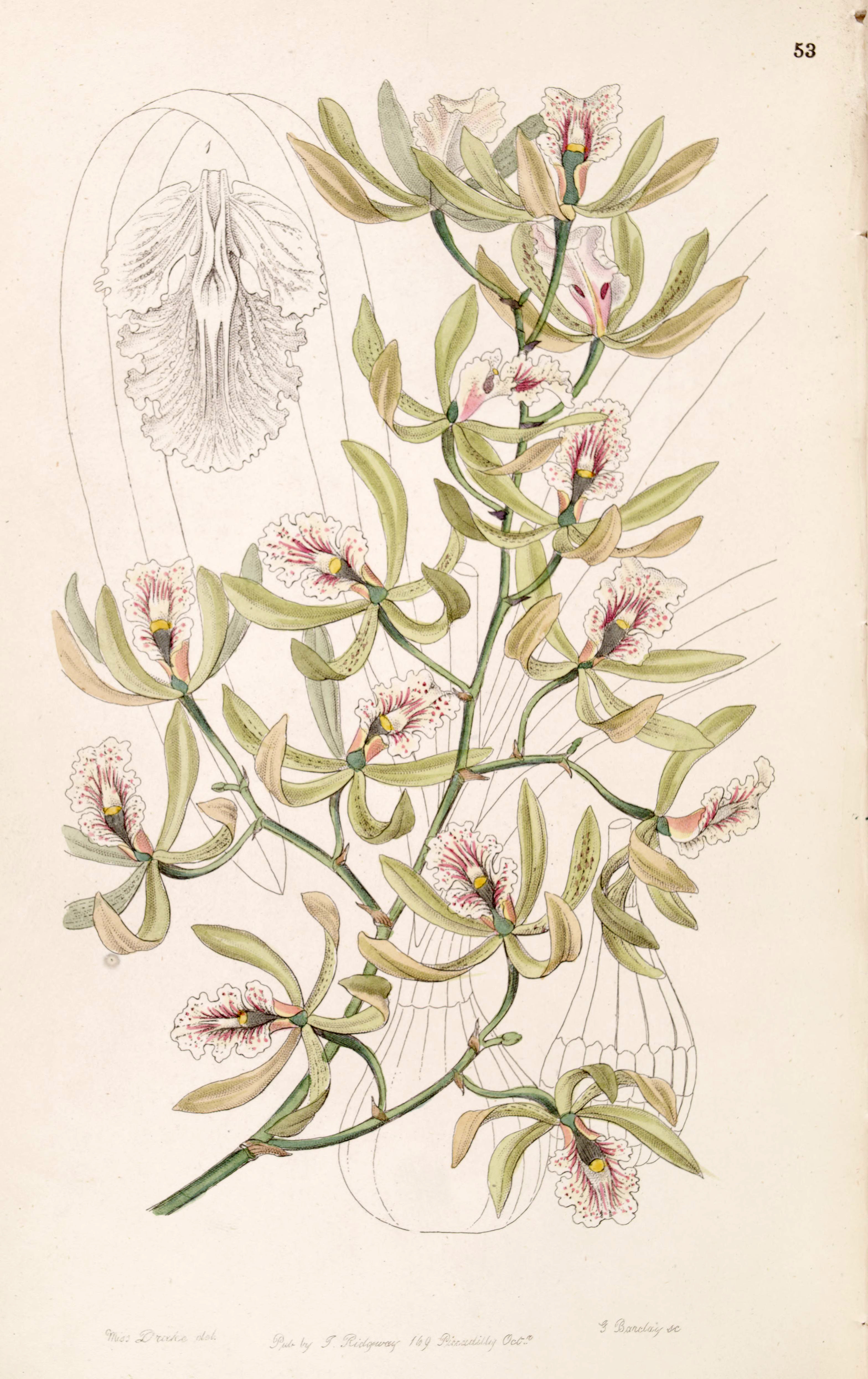
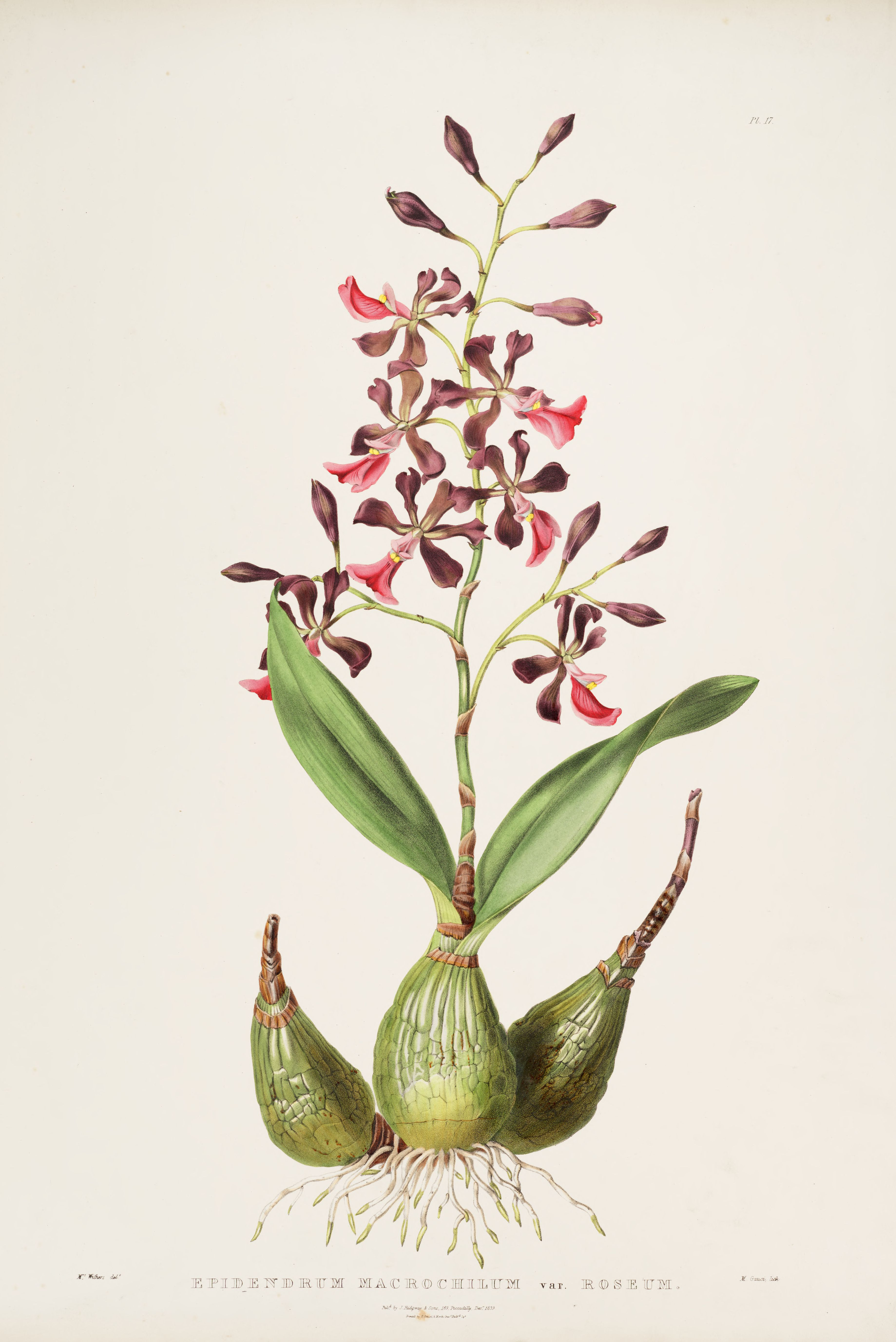
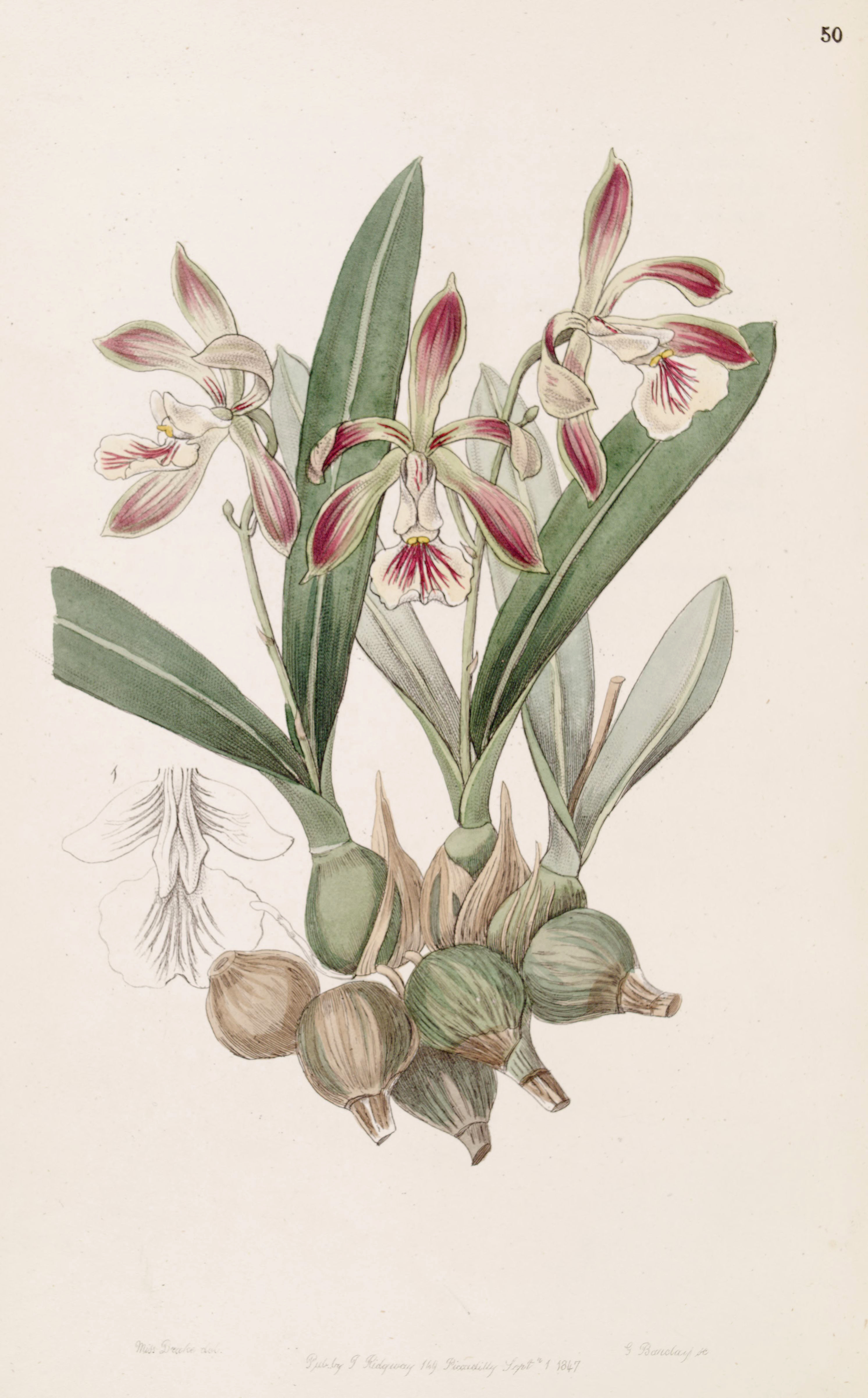
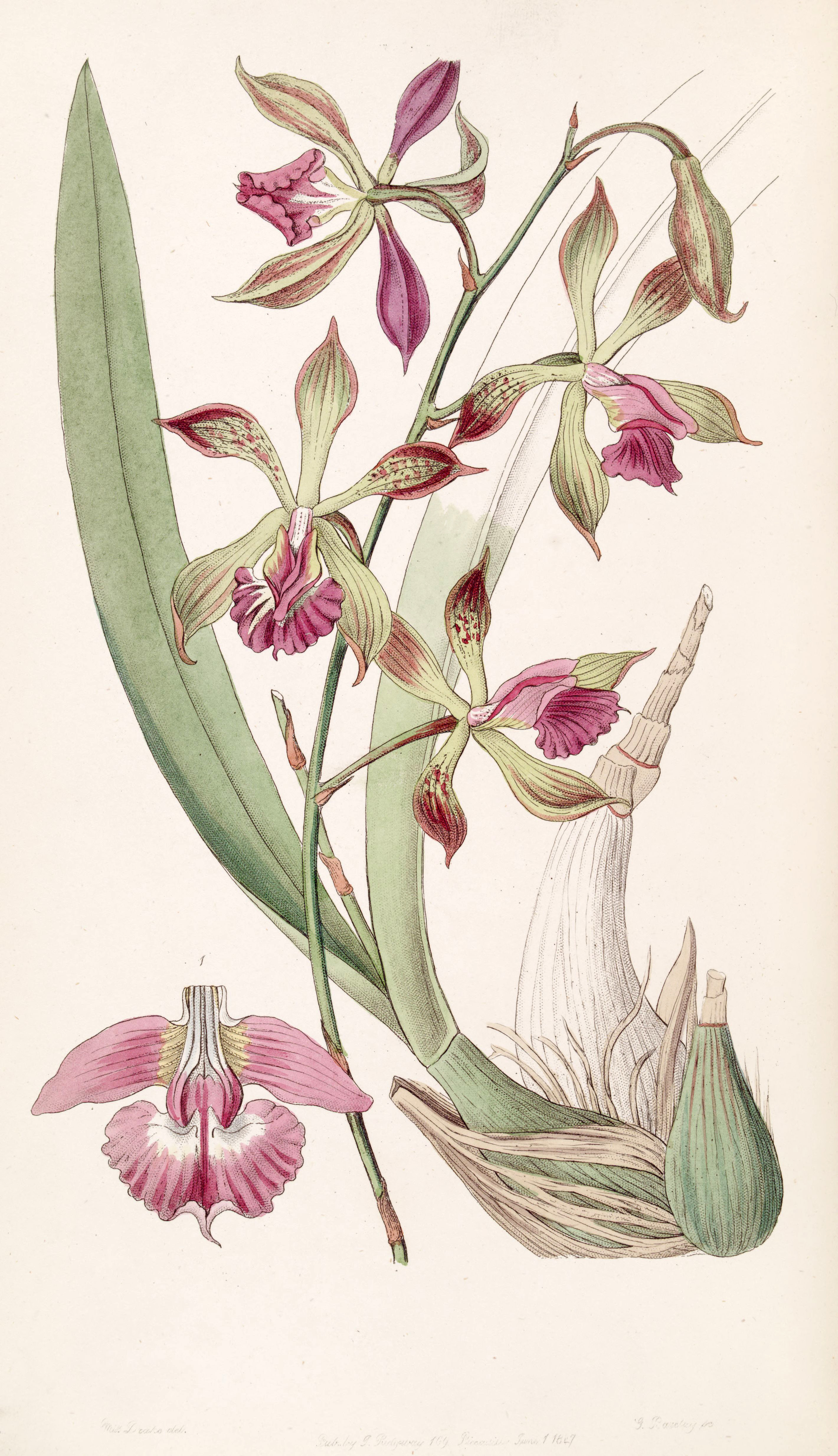
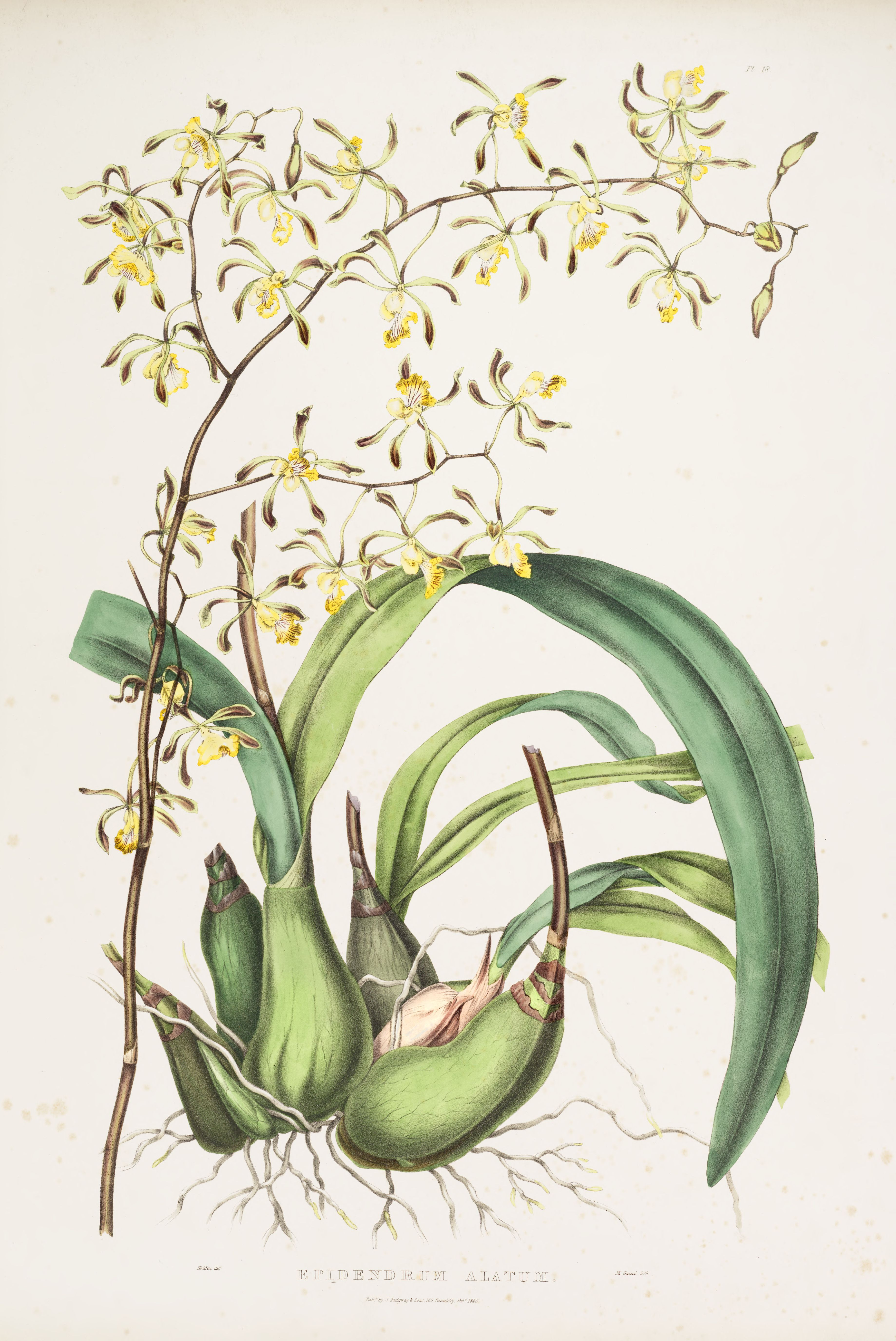

## Dottertaxa tillEncyclia, i alfabetisk ordning[1]
- Encyclia acutifolia
- Encyclia adenocarpa
- Encyclia adenocaula
- Encyclia advena
- Encyclia aenicta
- Encyclia alata
- Encyclia albopurpurea
- Encyclia alboxanthina
- Encyclia alcardoi
- Encyclia altissima
- Encyclia amazonica
- Encyclia ambigua
- Encyclia andrichii
- Encyclia angustifolia
- Encyclia angustiloba
- Encyclia archilae
- Encyclia argentinensis
- Encyclia aspera
- Encyclia asperula
- Encyclia atrorubens
- Encyclia auyantepuiensis
- Encyclia bajamarensis
- Encyclia betancourtiana
- Encyclia bipapularis
- Encyclia bocourtii
- Encyclia bohnkiana
- Encyclia bracteata
- Encyclia bractescens
- Encyclia bradfordii
- Encyclia bragancae
- Encyclia caicensis
- Encyclia cajalbanensis
- Encyclia calderoniae
- Encyclia camagueyensis
- Encyclia candollei
- Encyclia carbonitensis
- Encyclia caximboensis
- Encyclia ceratistes
- Encyclia chapadensis
- Encyclia chiapasensis
- Encyclia chironii
- Encyclia chloroleuca
- Encyclia clovesiana
- Encyclia contrerasii
- Encyclia cordigera
- Encyclia cyperifolia
- Encyclia dasilvae
- Encyclia davidhuntii
- Encyclia delacruzii
- Encyclia dichroma
- Encyclia diota
- Encyclia diurna
- Encyclia duveenii
- Encyclia edithiana
- Encyclia elegantula
- Encyclia euosma
- Encyclia expansa
- Encyclia fabianae
- Encyclia fehlingii
- Encyclia flabellata
- Encyclia flava
- Encyclia fowliei
- Encyclia fucata
- Encyclia gallopavina
- Encyclia garciae-esquivelii
- Encyclia garzonensis
- Encyclia gonzalezii
- Encyclia gracilis
- Encyclia granitica
- Encyclia guadalupeae
- Encyclia guatemalensis
- Encyclia guianensis
- Encyclia guzinskii
- Encyclia halbingeriana
- Encyclia hanburyi
- Encyclia hermentiana
- Encyclia hillyerorum
- Encyclia howardii
- Encyclia huebneri
- Encyclia huertae
- Encyclia ibanezii
- Encyclia inaguensis
- Encyclia incumbens
- Encyclia ionosma
- Encyclia isochila
- Encyclia ivoniae
- Encyclia joaosaiana
- Encyclia kennedyi
- Encyclia kermesina
- Encyclia kienastii
- Encyclia kingsii
- Encyclia knowlesii
- Encyclia kundergraberi
- Encyclia leucantha
- Encyclia lineariloba
- Encyclia lleidae
- Encyclia lorata
- Encyclia lucayana
- Encyclia maderoi
- Encyclia magdalenae
- Encyclia mapuerae
- Encyclia maravalensis
- Encyclia marxiana
- Encyclia meliosma
- Encyclia microbulbon
- Encyclia microtos
- Encyclia monteverdensis
- Encyclia mooreana
- Encyclia naranjapatensis
- Encyclia nematocaulon
- Encyclia nizandensis
- Encyclia obtusa
- Encyclia oestlundii
- Encyclia oliveirana
- Encyclia oncidioides
- Encyclia osmantha
- Encyclia ossenbachiana
- Encyclia oxypetala
- Encyclia oxyphylla
- Encyclia pachyantha
- Encyclia paraensis
- Encyclia parallela
- Encyclia parviloba
- Encyclia patens
- Encyclia pauciflora
- Encyclia peraltensis
- Encyclia perplexa
- Encyclia phoenicea
- Encyclia picta
- Encyclia pilosa
- Encyclia plicata
- Encyclia pollardiana
- Encyclia profusa
- Encyclia pyriformis
- Encyclia raganii
- Encyclia randii
- Encyclia recurvata
- Encyclia remotiflora
- Encyclia replicata
- Encyclia rosariensis
- Encyclia rosea
- Encyclia rufa
- Encyclia rzedowskiana
- Encyclia santanae
- Encyclia santos-dumontii
- Encyclia sclerocladia
- Encyclia seidelii
- Encyclia selligera
- Encyclia serroniana
- Encyclia silvana
- Encyclia spatella
- Encyclia spiritusanctensis
- Encyclia steinbachii
- Encyclia stellata
- Encyclia suaveolens
- Encyclia tampensis
- Encyclia thienii
- Encyclia thrombodes
- Encyclia tocantinensis
- Encyclia trachycarpa
- Encyclia trautmannii
- Encyclia triangulifera
- Encyclia tripartita
- Encyclia tuerckheimii
- Encyclia unaensis
- Encyclia uxpanapensis
- Encyclia viridiflora
- Encyclia withneri
- Encyclia xerophytica
- Encyclia xipheroides
- Encyclia yauaperyensis
- Encyclia zaslawskiana